# Мінога (Краківський повіт)
Міно́га (пол. Minoga) — село в Польщі, у гміні Скала Краківського повіту Малопольського воєводства.
Населення — 408 осіб (2011).
У 1975—1998 роках село належало до Краківського воєводства.

## Демографія
Демографічна структура станом на 31 березня 2011 року:
|          | Загалом | Допрацездатний вік | Працездатний вік | Постпрацездатний вік |
| -------- | ------- | ------------------ | ---------------- | -------------------- |
| Чоловіки | 207     | 34                 | 140              | 33                   |
| Жінки    | 201     | 37                 | 106              | 58                   |
| Разом    | 408     | 71                 | 246              | 91                   |